# Есбол (Махамбетский район)
Есбол (каз. Есбол, до 199? г. — Октябрьское) — село в Махамбетском районе Атырауской области Казахстана. Входит в состав Есбольского сельского округа. Код КАТО — 235643300.

## Население
В 1999 году население села составляло 733 человека (373 мужчины и 360 женщин). По данным переписи 2009 года, в селе проживал 761 человек (384 мужчины и 377 женщин).